# Гюндерсоффен
Гюндерсоффен (фр. Gundershoffen, на немецкий манер - Гундерсхоффен) — коммуна на северо-востоке Франции в регионе Гранд-Эст (бывший Эльзас — Шампань — Арденны — Лотарингия), департамент Нижний Рейн, округ Агно-Висамбур, кантон Рейшсоффен. До марта 2015 года коммуна административно входила в состав упразднённого кантона Нидербронн-ле-Бен (округ Агно).
Площадь коммуны — 17,55 км², население — 3462 человека (2006) с тенденцией к росту: 3616 человек (2013), плотность населения — 206,0 чел/км².

## Население
Население коммуны в 2011 году составляло 3555 человек, в 2012 году — 3586 человек, а в 2013-м — 3616 человек.
| 1962 | 1968 | 1975 | 1982 | 1990 | 1999 | 2006 | 2008 | 2011 | 2012 | 2013 |
| ---- | ---- | ---- | ---- | ---- | ---- | ---- | ---- | ---- | ---- | ---- |
| 1691 | 1915 | 2738 | 3261 | 3377 | 3490 | 3462 | 3454 | 3555 | 3586 | 3616 |

Динамика населения:

## Экономика
В 2010 году из 2384 человек трудоспособного возраста (от 15 до 64 лет) 1815 были экономически активными, 569 — неактивными (показатель активности 76,1 %, в 1999 году — 72,5 %). Из 1815 активных трудоспособных жителей работал 1691 человек (931 мужчина и 760 женщин), 124 числились безработными (47 мужчин и 77 женщин). Среди 569 трудоспособных неактивных граждан 160 были учениками либо студентами, 214 — пенсионерами, а ещё 195 — были неактивны в силу других причин.